# Jerzy Skrabek
Jerzy Marian Skrabek (ur. 31 maja 1924 w Radomiu, zm. 30 października 2019 w Warszawie) – żołnierz Związku Walki Zbrojnej i Armii Krajowej podczas okupacji, pracownik SGGW, harcerz i działacz społeczny po wojnie.

## Życiorys
Urodził się w rodzinie leśniczego Edmunda Skrabka i Adriany z Zawadzkich. Uczęszczał do Gimnazjum im. Jana Kochanowskiego w Radomiu, jednak z powodu wybuchu II wojny światowej ukończył tam tylko drugą klasę. Materiał kolejnych dwóch klas przerobił na tajnych kompletach i w tym samym trybie uzyskał małą maturę. W czasie okupacji niemieckiej należał do Związku Walki Zbrojnej (od marca 1940 r.), a później do AK. Od końca maja 1940 r. musiał się ukrywać przed władzami hitlerowskimi, w związku ze swą ucieczką z aresztu niemieckiego. Po zakończeniu wojny podjął przerwaną edukację i w lipcu 1945 zdał maturę w Liceum im. J. Kochanowskiego w Radomiu, a w 1951 r. ukończył leśnictwo na SGGW. Jeszcze w trakcie studiów podjął pracę na macierzystym wydziale i pracował tam do 1991 r.
Do harcerstwa wstąpił w szkole podstawowej. Po wojnie był też członkiem Polskiego Związku Łowieckiego, przewodniczącym Komisji Rewizyjnej „Stowarzyszenia Wychowanków SGGW” oraz prezesem „Rodziny Leśników SGGW”. Obecnie jest sekretarzem Koła nr 16 przy SGGW i SGH Związku Kombatantów RP i Byłych Więźniów Politycznych. Ma rangę porucznika rezerwy Wojska Polskiego.

## Odznaczenia i wyróżnienia
- Krzyż Kawalerski Orderu Odrodzenia Polski (2004 – za wybitne zasługi w działalności na rzecz środowisk kombatanckich)[5]
- Krzyż z Mieczami Orderu Krzyża Niepodległości (2013 – za wybitne zasługi w obronie niepodległości i suwerenności Państwa Polskiego)[6]
- Złoty Krzyż Zasługi
- Srebrny Krzyż Zasługi
- Medal za Długoletnie Pożycie Małżeńskie
- Medal 30-lecia Polski Ludowej
- Krzyż Armii Krajowej
- Odznaka „Zasłużony dla Leśnictwa i Przemysłu Drzewnego”
- Medal „Pro Memoria”
- Odznaka „Weteran Walk o Wolność i Niepodległość Ojczyzny”
- Złota odznaka honorowa „Za Zasługi dla Warszawy”
- Złota Odznaka ZNP – dwukrotnie
- Złota Odznaka za Zasługi dla SGGW
- Odznaka Zasłużonego dla Związku Kombatantów ZK RP i BWP,
- Członek honorowy Stowarzyszenia Wychowanków SGGW w Warszawie
- Nagroda Specjalna II stopnia Ministra Nauki i Szkolnictwa Wyższego[2].